# Asai Chū

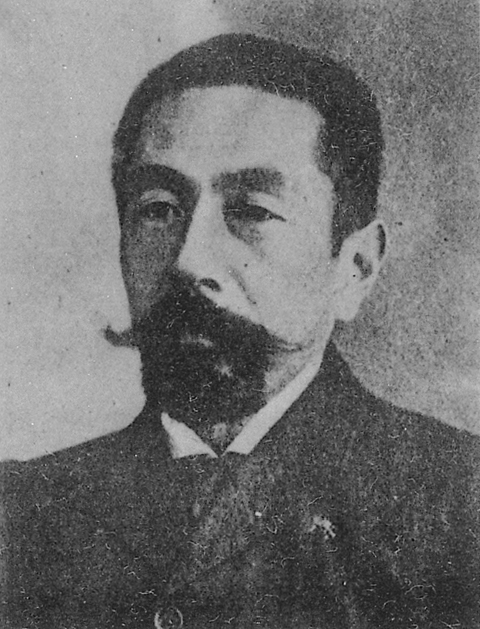
Asai Chū

Asai Chū (japanisch 浅井 忠; * 21. Juni 1856 in Edo, heute Tokio; † 16. Dezember 1907 in Kyōto) war ein japanischer Maler. Er gilt als der bekannteste Landschaftsmaler der Yōga, der durch die westliche Kunst beeinflussten Malerei der Meiji-Zeit.

## Leben
Asai Chū war der Sohn eines Samurai der Sakura, eines Clans in Edo. Er wurde als Maler im Stil des traditionellen Kachōga, der Vogel-und-Blumen-Malerei, ausgebildet. Er änderte jedoch seine Technik, stieg auf Ölmalerei um und wurde 1875 an der von Kunisawa Shinkurō gegründeten privaten Malereischule Shōgidō aufgenommen. Kunisawa Shinkurō hatte seine Malereiausbildung in London bei dem Maler John Wilcolm absolviert und wollte seine Kenntnisse durch die Yōga-Schule weiterverbreiten. 1876 ging er an die im selben Jahr gegründete Kobu Bijutsu Gakko, die Technical Fine Arts School, und wurde ein Schüler des Italieners Antonio Fontanesi. Nachdem dieser 1878 die Schule verlassen hatte, gründete Asai Chū mit zehn weiteren Schülern des Italieners die Vereinigung Jūichikai, die Gruppe des Elften.

Vegetable garden in spring, 1889

Im folgenden Jahrzehnt folgte ein gesteigertes Desinteresse am Yōga und vor allem die Maler des Nihonga, der modernen japanischen Malerei auf traditioneller Grundlage, wurden bekannt. Erst in den 1880ern erwachte auch für Yōga erneut ein Interesse durch die Rückkehr mehrerer Künstler, die in Europa gelernt und studiert hatten und diese Kenntnisse nun in die japanische Kunst einfließen ließen. Um 1888 entstanden die frühesten Landschaftsbilder Asai Chūs, darunter das heute im Nationalmuseum Tokio ausgestellte Bild Fields in Spring (1888). 1889 gehörte er zu den Gründern der Meiji Bijutsukai, einer Künstlervereinigung, die später in der Taiheiyō Gakai (Pazifische Gesellschaft für Malerei) aufging und die erste Künstlerorganisation Japans für westlich beeinflusste Kunst war. 1893 kehrte der Maler Kuroda Seiki aus Paris zurück und brachte die Ideen des Impressionismus und die Plein-Air-Malerei nach Japan. Die Yōga-Künstler spalteten sich aufgrund dieser Neuerung in ein konservatives und ein progressives Lager. 1898 wurde Asai Chū an die Tōkyō Bijutsu Gakkō, die heutige Tokyo National University of Fine Arts and Music, berufen, an der auch Kuroda Seiki lehrte. Asai wurde in dieser Position zum Vertreter des konservativen Yōga, obwohl er bei einigen Bildern auch impressionistische Einflüsse aufnahm.

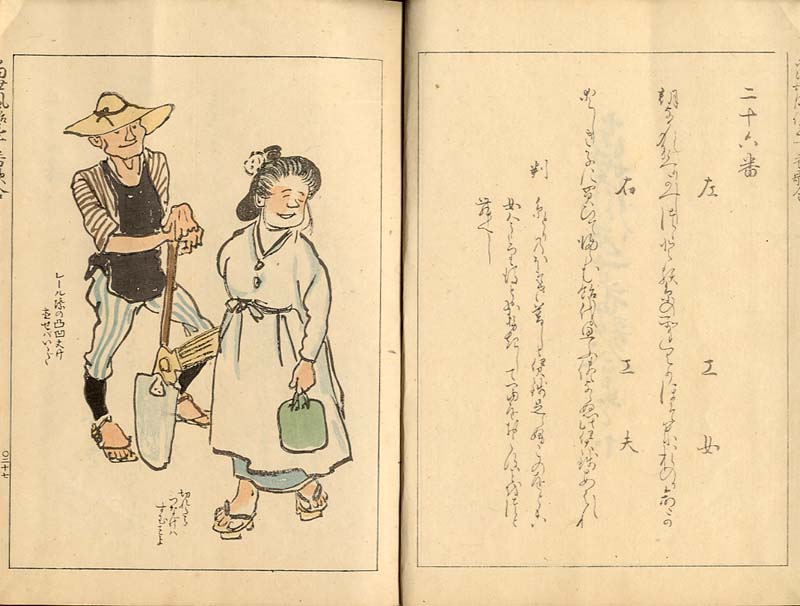
Buchseiten aus Tōsei fūzohu gojūban uta awase, 1917

1899 bekam Asai Chū ein Stipendium des Mombushō, des japanischen Bildungsministeriums, um in Frankreich Malerei zu studieren. Er reiste entsprechend von 1900 bis 1902 nach Europa und pendelte zwischen Paris und dem Vorort Grez-sur-Loing, den er in seinem Gemälde Herbst in Grez-sur-Loing (1901, Nationalmuseum Tokio) festhielt. Er reiste zudem nach Italien, Deutschland und England und kehrte erst danach nach Japan zurück, wo er einen Lehrauftrag an der neu gegründeten Kyōtō Kōtō Kōgei Gakkō (Kyoto School of Design) annahm. Damit wurde er zum ersten offiziellen Lehrer des Yōga in der kulturell sehr konservativen Stadt Kyōto, von der sich der Stil danach über den Westen Japans ausbreitete. 1903 eröffnete Asai seine eigene Privatschule in Kyōto, die er Shōgoin Yōga Kenkyūjo (Shōgo Institute of Western Art) nannte und aus der 1905 das Kansai Bijutsuin (Kansai Art Institute) entstand. Zu seinen bekanntesten Schülern gehörten Ishii Hakutei, Yasui Sōtarō und Umehara Ryūzaburō. Neben seiner Malerei war er auch als Buchillustrator für Holzschnittvorlagen tätig, insbesondere das 1907, in dem Jahr, in dem er starb, erschienene Tōsei fūzoku gojūban uta awase (Collected poems of fifty views of Western manners) wurde sehr bekannt.

## Bildauswahl

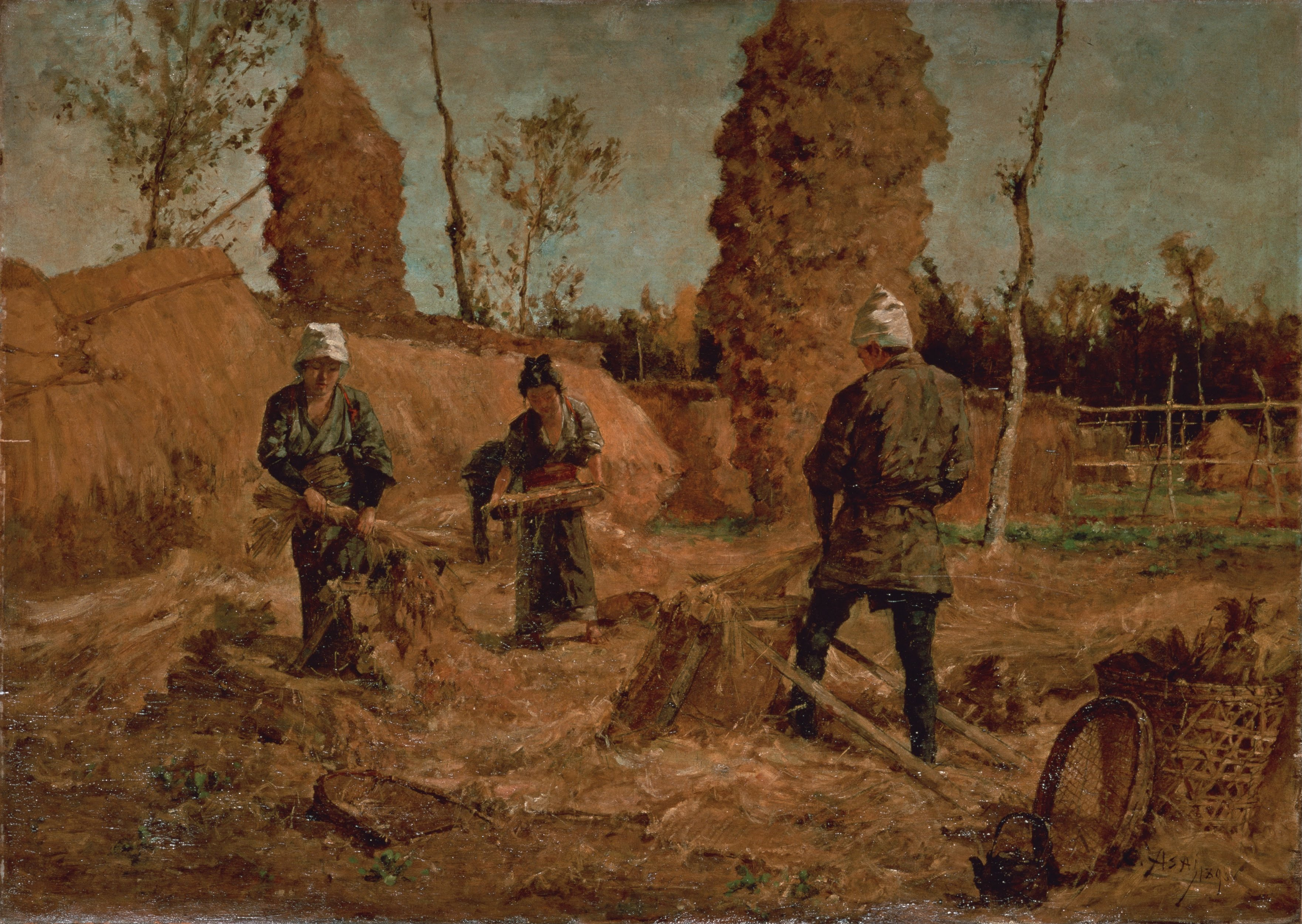
Ernte[A 1], 1890
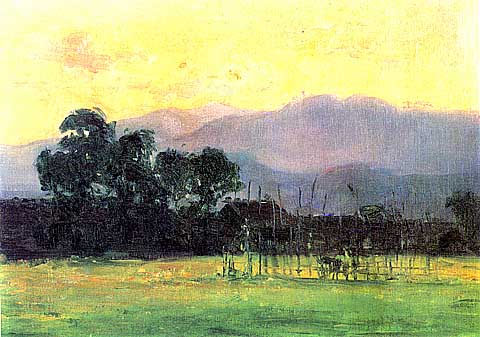
Morning Sun
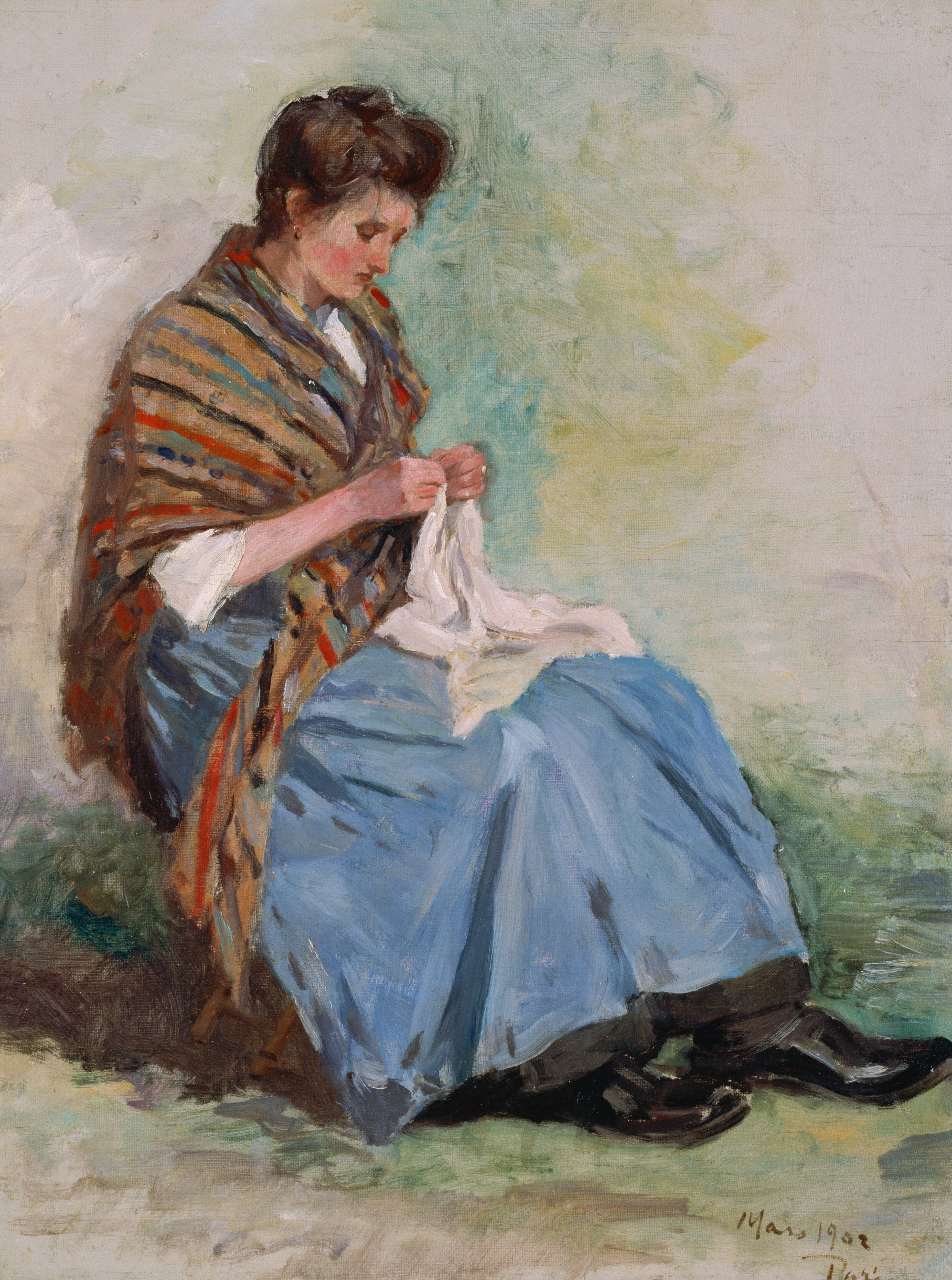
Sewing Woman
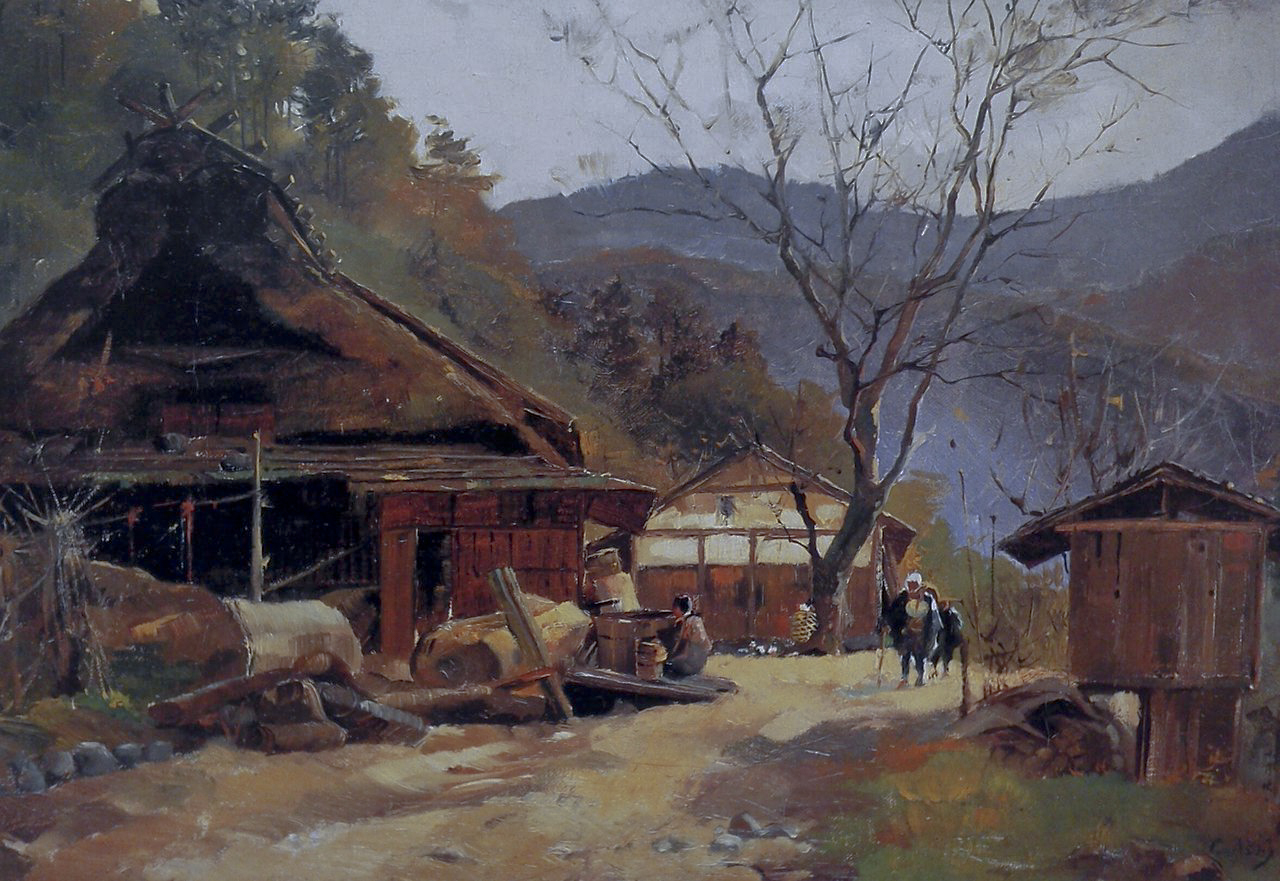
The Village Kotaba
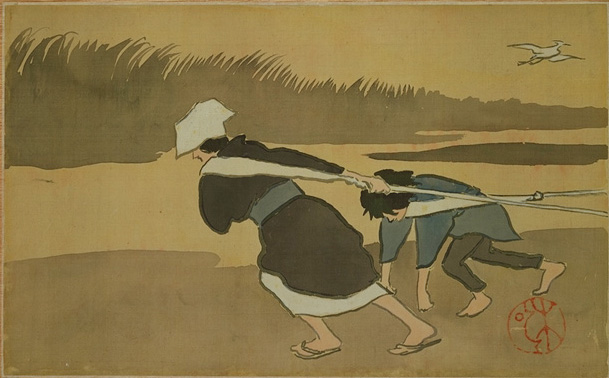
Pulling Boat

1. ↑  Dieses Bild war auf der Ausstellung Japanische Malerei im westlichen Stil 1985 im Museum für Ostasiatische Kunst in Köln zu sehen.